# Grote God, wij loven U

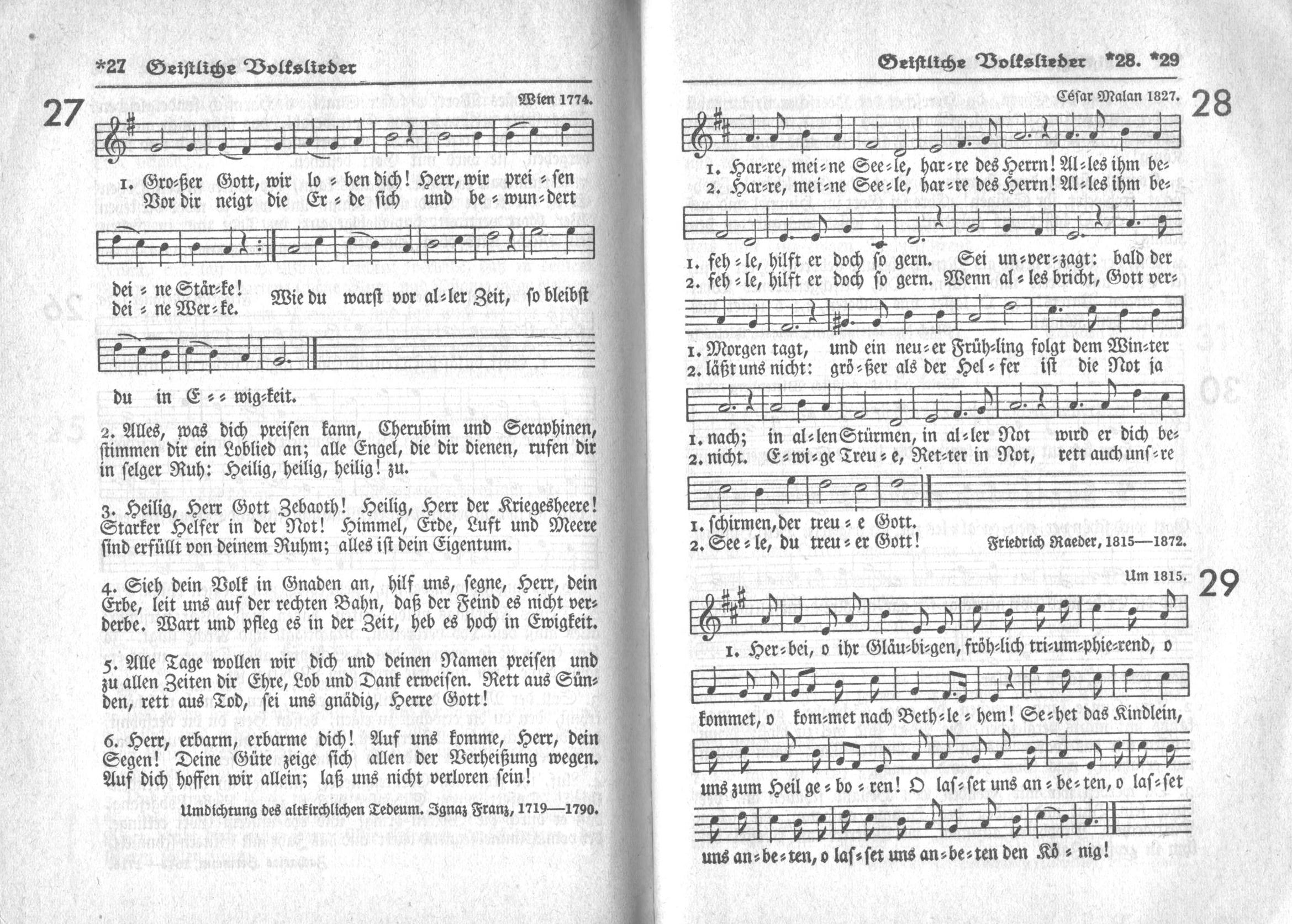
Großer Gott, wir loben Dich, gezang 27 in het Evangelisches Gesangbuch

Grote God, wij loven U is een - oorspronkelijk Duits (Großer Gott, wir loben dich) - kerklied van de priester-dichter Ignaz Franz. Hij schreef het lied in 1771, waarbij hij zich zonder twijfel liet inspireren door het Te Deum Laudamus, een tekst uit de vijfde eeuw, toegeschreven aan Nicetas van Remesiana. Het is een van de weinige van oorsprong rooms-katholieke gezangen die met name populair geworden zijn in de protestantse kerk. In Duitsland wordt het daarom een oecumenisch gezang genoemd. In Nederland is het lied inmiddels in katholieke kring minder populair. Als lied 444 is het gezang opgenomen in het Liedboek voor de Kerken. De Nederlandse tekst is een vertaling van de Duitse tekst door de dichteres Hélène Swarth. In het Engels taalgebied is het lied bekend als Holy God, we praise thy Name.
Het lied werd bij alle pausmissen tijdens de eerste drie bezoeken van paus Benedictus XVI aan Duitsland ten gehore gebracht., alsmede bij de begrafenis van de laatste Oostenrijk-Hongaarse troonopvolger Otto von Habsburg.

## Tekst
Grote God, wij loven U
Heer, o sterkste aller sterken!
Heel de wereld buigt voor U,
En bewondert Uwe werken.
Die Gij waart ten allen tijd,
Blijft Gij ook in eeuwigheid
Alles wat u prijzen kan,
U, de eeuw'ge, Ongeziene,
Looft Uw liefd' en zingt er van!
Alle Eng'len, die U dienen,
Roepen U nooit lovensmoe:
"Heilig, heilig, heilig" toe!
Heer, ontferm U over ons,
Open Uwe Vader armen,
Stort Uw zegen over ons,
Neem ons op in Uw erbarmen!
Eeuwig blijft Uw trouw bestaan
Laat ons niet verloren gaan!